# Флисар, Филип
Филипп Флисар — словенский фристайлист, специализирующийся в дисциплине ски-кросс.

## Биография
На крупных соревнованиях принимает участие с 2007 года. Участник Зимних Олимпийских игр в Ванкувере и Сочи. Чемпион мира 2015 года. В сезоне 2011/2012 Флисар выиграл малый кубок мира по фристайлу в ски-кроссе и занял 6-е место в общем зачете Кубка мира.
На Олимпийских играх в Сочи в своей дисциплине занял 6-е место.

## Результаты на Олимпийских играх
| Год  | Возраст | Место проведения | Место |
| ---- | ------- | ---------------- | ----- |
| 2010 | 22      | Ванкувер         | 8     |
| 2014 | 26      | Сочи             | 6     |